# Live at the Olympia
Live at the Olympia (noto anche come Live at the Olympia in Dublin - 39 Songs) è un album live pubblicato nel 2009 dal gruppo alternative rock statunitense dei R.E.M..
L'album è composto da 2 dischi, contiene 39 canzoni ed è il risultato delle registrazione dei concerti tenuti dal 30 giugno al 5 luglio del 2007 presso il Teatro Olimpia di Dublino in Irlanda. La maggior parte dei brani è tratta dai primi album del gruppo, sono presenti in fase avanzata alcuni brani pubblicati su Accelerate nel 2008.

## Tracce
Tutti i brani sono scritti da Bill Berry, Peter Buck, Mike Mills, e Michael Stipe, tranne dove indicato

### Disco 1
1. Living Well Is the Best Revenge (da Accelerate) (Buck, Mills, Stipe) – 4:07
2. Second Guessing (da Reckoning) – 2:58
3. Letter Never Sent (da Reckoning) – 3:51
4. Staring Down the Barrel of the Middle Distance (inedita)(Buck, Mills, Stipe) – 4:11
5. Disturbance at the Heron House (da Document) – 3:41
6. Mr. Richards (da Accelerate) (Buck, Mills, Stipe) – 4:17
7. Houston (da Accelerate) (Buck, Mills, and Stipe) – 1:54
8. New Test Leper (da New Adventures in Hi-Fi) – 5:26
9. Cuyahoga (da Lifes Rich Pageant) – 4:22
10. Electrolite (da New Adventures in Hi-Fi) – 4:03
11. Man-Sized Wreath (da Accelerate) (Buck, Mills, and Stipe) – 3:09
12. So. Central Rain (da Reckoning) – 3:44
13. On the Fly (inedito)(Buck, Mills, Stipe) – 5:01
14. Maps and Legends (da Fables of the Reconstruction) – 3:10
15. Sitting Still (da Murmur) – 3:42
16. Driver 8 (da Fables of the Reconstruction) – 3:44
17. Horse to Water (da Accelerate) (Buck, Mills, and Stipe) – 2:45
18. I'm Gonna DJ (da Accelerate) (Buck, Mills, and Stipe) – 2:16
19. Circus Envy (da Monster) – 4:27
20. These Days (da Lifes Rich Pageant) – 4:53

### Disco 2
1. Drive (da Automatic for the People) – 4:49
2. Feeling Gravitys Pull (da Fables of the Reconstruction) – 5:10
3. Until the Day Is Done (da Accelerate) (Buck, Mills, and Stipe) – 4:07
4. Accelerate (da Accelerate) (Buck, Mills, and Stipe) – 3:35
5. Auctioneer (Another Engine) (da Fables of the Reconstruction) – 3:38
6. Little America (da Reckoning) – 3:11
7. 1,000,000 (da Chronic Town) – 3:28
8. Disguised (versione iniziale di Supernatural Superserious da Accelerate) (Buck, Mills, and Stipe) – 3:20
9. The Worst Joke Ever (da Around the Sun) (Buck, Mills, and Stipe) – 3:42
10. Welcome to the Occupation (da Document) – 2:47
11. Carnival of Sorts (Boxcars) (da Chronic Town) – 4:09
12. Harborcoat (da Reckoning) – 4:16
13. Wolves, Lower (da Chronic Town) – 4:33
14. I've Been High (da Reveal) (Buck, Mills, and Stipe) – 3:40
15. Kohoutek (da Fables of the Reconstruction) – 4:12
16. West of the Fields (da Murmur) (Jerry Ayers, Berry, Buck, Mills, and Stipe) – 4:13
17. Pretty Persuasion (da Reckoning) – 4:23
18. Romance (da Eponymous) – 3:31
19. Gardening at Night (da Chronic Town) – 4:16

## Formazione
- Michael Stipe – voce, armonica in Harborcoat
- Peter Buck – chitarra, basso in New Test Leper
- Mike Mills – basso, cori, tastiere, chitarra acustica in New Test Leper

Altri musicisti
- Scott McCaughey – chitarra, tastiere, armonica in Driver 8, cori
- Bill Rieflin – batteria

## Edizione speciale
Dell'album è stata pubblicata una edizione deluxe che comprende il DVD documentario This Is Not a Show diretto da Vincent Moon e Jeremiah.

## Classifiche
| Classifica (2009)         | Posizione massima |
| ------------------------- | ----------------- |
| Austria                   | 43                |
| Belgio (Fiandre)          | 40                |
| Belgio (Vallonia)         | 72                |
| Francia                   | 157               |
| Germania                  | 53                |
| Italia                    | 25                |
| Paesi Bassi               | 59                |
| Regno Unito               | 68                |
| Spagna                    | 58                |
| Stati Uniti               | 95                |
| Stati Uniti (alternative) | 24                |
| Stati Uniti (rock)        | 39                |
| Svizzera                  | 80                |